# Ґонсежино
Ґонсежино (пол. Gąsierzyno, нім. Ganserin) — село в Польщі, у гміні Степниця Голеньовського повіту Західнопоморського воєводства.
Населення — 194 особи (2011).

## Демографія
Демографічна структура станом на 31 березня 2011 року:
|          | Загалом | Допрацездатний вік | Працездатний вік | Постпрацездатний вік |
| -------- | ------- | ------------------ | ---------------- | -------------------- |
| Чоловіки | 92      | 20                 | 63               | 9                    |
| Жінки    | 102     | 25                 | 60               | 17                   |
| Разом    | 194     | 45                 | 123              | 26                   |